# Dan Doornink
Daniel Glenn Doornink (Yakima, 1º febbraio 1956) è un ex giocatore di football americano statunitense che ha militato nel ruolo di running back nella  National Football League (NFL).

## Carriera
Doornink fu scelto nel corso del settimo giro (174º assoluto) del Draft NFL 1978 dai New York Giants e scambiato con i Seattle Seahawks nell'agosto del 1979 per una scelta del Draft NFL 1980.
I tifosi dei Seahawks diedero a Doornink i soprannomi di "Dr. Dan", per la sua carriera medica, e "Mr. Third Down" per la sua predisposizione a convertire un primo down nelle situazioni di terzo down via corsa o passaggio. Nei playoff della stagione 1984 corse 123 yard su 27 possessi nella vittoria dei Seahawks nel turno delle wild card contro i Los Angeles Raiders il 22 dicembre al Kingdome a Seattle. Dopo una serie di infortuni nel 1985, Doornink fu svincolato dai Seahawks nell'agosto del 1986.